# Pine Top's Boogie Woogie (chanson de Pine Top Smith)
Pine Top's Boogie Woogie est une chanson du pianiste et chanteur de boogie-woogie américain Pine Top Smith, parue en 1929.
Elle est considérée comme la première chanson enregistrée qui utilise le terme « boogie-woogie » dans son titre,,,,.
La chanson figure dans la liste des « 500 chansons qui ont façonné le rock 'n' roll » (500 Songs That Shaped Rock and Roll) du Rock and Roll Hall of Fame.

## Historique
Né en Alabama en 1904,,,,,, Clarence Smith (surnommé « Pine Top » à cause de sa propension à grimper dans les arbres,,,) y apprend le piano par lui-même, puis s'installe en 1920 à Pittsburgh, en Pennsylvanie,, où il lance sa carrière de musicien,.
À la fin de l'année 1927 ou au début de l'année 1928, le pianiste Cow Cow Davenport, découvreur de talent (talent scout) de Vocalion Records, découvre Pine Top Smith à Pittsburgh et l'incite à déménager avec sa famille à Chicago dans l'espoir d'enregistrer chez Vocalion Records,.
Fidèle à sa parole, Cow Cow Davenport présente Pinetop à Mayo Williams, producteur chez Vocalion Records, une filiale du label Brunswick. Les trois premières sessions d'enregistrement n'aboutissent pas mais, le 29 décembre 1928, Pine Top retourne en studio et enregistre Pine Top's Boogie Woogie, qui devient un succès en 1929,. Il enregistre six autres morceaux pour Vocalion les 14 et 15 janvier 1929. Son dernier enregistrement, effectué le 13 mars 1929, n'est jamais sorti.
Deux semaines après l'enregistrement de Pine Top's Boogie Woogie, dans la nuit du 14 au 15 mars 1929, Pine Top Smith est abattu par une balle perdue lors d'une soirée, : alors qu'il joue du piano, il est touché par une balle tirée par David Bell, un homme qui tente de mettre fin à une bagarre au Prince Hall Masonic Temple à Chicago,. 
Dans une interview accordée en 1939 au magazine Downbeat, Sarah Horton, l'épouse de Clarence Smith, a affirmé que son mari avait joué sa chanson Pine Top's Boogie Woogie pour la première fois à Pittsburgh.
Mais d'après Pine Top Smith lui-même, Pine Top's Boogie Woogie avait pris naissance lors d'une soirée à Saint-Louis, dans le Missouri.

## Description
Pine Top Smith n'est probablement à l'origine ni du style ni du terme boogie-woogie, car d'autres pianistes avant lui ont joué des morceaux similaires, comme Wesley Wallace, Charles Avery et Hersel Thomas ou encore Meade "Lux" Lewis et Albert Ammons, mais Pine Top's Boogie Woogie est considéré comme la première chanson enregistrée qui utilise le terme « boogie-woogie » dans son titre,,,,.
Ce morceau, que Gérard Herzhaft qualifie dans son Encyclopedia of the Blues de « morceau insistant et puissant », est l'un des premiers enregistrements de danse up-tempo.
Les paroles invitent les auditeurs à danser,, Smith criant des ordres aux danseurs par-dessus son piano rauque : Now, when I tell you to hold yourself, don't you move a peg.  And when I tell you to get it, I want you to Boogie Woogie!, ou encore Mess around! et Shake that thing!.
Selon Allmusic, ses paroles (Hold it now / Stop / Boogie Woogie!) sont devenues le canevas d'un grand nombre de pièces pour piano.

## Reprises
Selon Frank Hoffman dans son Encyclopedia of Recorded Sound, cet enregistrement « a fixé le modèle à suivre ».
Le morceau a été repris par de nombreux artistes, parmi lesquels la chanteuse de blues et de jazz Cleo Brown en 1935.
La notoriété posthume de Smith ne cesse de croître et, en 1938, le chef d'orchestre Tommy Dorsey connaît un grand succès avec sa version big band du morceau de Pine Top,, déclenchant l'engouement pour le boogie-woogie aux États-Unis au début des années 1940 et consacrant définitivement le terme dans le vocabulaire américain. Le titre de Pine Top Smith fait depuis lors partie du répertoire de pianistes allant de Liberace à Neville Dickie, Bob Milne et Butch Thompson.
En 1942, le titre est repris par le chanteur Bing Crosby et le pianiste de jazz Lionel Hampton puis Joe Willie Perkins en fait un tube en 1950, ce qui lui vaut d'être surnommé Pinetop Perkins.